# Carmen Ejogo
Carmen Elizabeth Ejogo, född 22 oktober 1973 i Kensington i London, är en brittisk skådespelare och sångare.
Hennes mor Elizabeth är skotska och hennes far Charles Ejogo är nigerian. Hennes yngre bror, också kallad Charles Ejogo, är entreprenör. Carmen Ejogo debuterade som tonåring i morgonprogrammet Saturday Disney. Hon har porträtterat medborgarrättsskämpen Coretta Scott King i två filmer: Boycott (2001) och Selma (2014).
Carmen Ejogo har även verkat inom musikindsutrin och bland annat samarbetat med artister som Tricky, DJ Alex Reece och sjungit på soundtracket till filmen Sparkle.
År 1998 gifte hon sig med musikern Tricky och år 2000 gifte hon om sig med skådespelaren Jeffrey Wright. Tillsammans med Wright fick hon två barn men paret är numera skilda.

## Filmografi i urval
- 1996 – Cold Lazarus
- 1997 – Metro
- 1998 – Hämnarna
- 1998 – I Want You
- 1998 – Kärleken är blind
- 2000 – Kärt besvär förgäves
- 2000 – Presidentens älskarinna
- 2001 – Den galna jakten på ringen
- 2001 – Boycott
- 2004 – Ängel i New York
- 2006–2007 – Kidnapped (TV-serie)
- 2007 – The Stranger Inside
- 2008 – Pride and Glory
- 2008 – I lagens namn (TV-serie)
- 2009 – Away We Go
- 2011 – Chaos (TV-serie)
- 2012 – Sparkle
- 2012 – Alex Cross
- 2013 – Zero Hour (TV-serie)
- 2014 – The Purge: Anarchy
- 2014 – Selma
- 2015 – Born to Be Blue
- 2016 – Fantastiska vidunder och var man hittar dem
- 2017 – Alien: Covenant
- 2023 – I'm a Virgo (TV-serie)